# Ilija
Ilija és un poble i municipi d'Eslovàquia que es troba a la regió de Banská Bystrica.

## Història
La primera menció escrita de la vila es remunta al 1266.

## Demografia
| Godina             | 1994 | 2004 | 2014   | 2024   |
| ------------------ | ---- | ---- | ------ | ------ |
| Nombre de persones | 360  | 324  | 342    | 350    |
| Diferència         |      | −10% | +5,55% | +2,33% |

| Godina             | 2023 | 2024   |
| ------------------ | ---- | ------ |
| Nombre de persones | 358  | 350    |
| Diferència         |      | −2,23% |